# En röd hjältinnas död
En röd hjältinnas död är en roman skriven av Qiu Xiaolong. Den utkom först på engelska år 2000. En svensk översättning utkom 2003. Handlingen utspelar sig i Shanghai, där en kvinna hittas mördad i en kanal. Den mördade visar sig vara en mönsterarbetare som enligt arbetskamrater lägger ner sin själ för jobbet och kommunistpartiet, utan någon tid för romanser. Poliserna Chen och Yu är de ansvariga för fallet och snart växer en mer komplex bild fram av kvinnan. 
Boken ger en levande skildring av Shanghai och hur vanliga människor lever. Den innehåller mycket samhällskritik, bland annat mot korruptionen, kulturrevolutionen och hur medlemmar av kommunistpartiet kan åka gräddfil.